# Cornelia bergrothi
Cornelia bergrothi är en insektsart som beskrevs av Schmidt 1911. Cornelia bergrothi ingår i släktet Cornelia och familjen lyktstritar.
Artens utbredningsområde är Madagaskar. Inga underarter finns listade i Catalogue of Life.